# Eduardo Mallea
Eduardo Mallea (Bahía Blanca, 14 agosto 1903 – Buenos Aires, 12 novembre 1982) è stato uno scrittore, saggista e diplomatico argentino.
Critico letterario e di lucida intelligenza pose al centro dei suoi romanzi il problema della solitudine dell'uomo nella grande città e la sua difficoltà a conquistarsi una propria identità culturale. La maggior parte dei protagonisti dei suoi romanzi sono solitari, introspettivi, malinconici e con una scarsa capacità di fluida comunicazione con gli altri.
Tra le sue opere narrative migliori vanno ricordate: Notturno europeo (Nocturno europeo, 1935), La città presso il fiume immobile (La ciudad junto al río inmóvil, 1936), Storia di una passione argentina (Historia de una pasión argentina, 1937), Tutto il verde perirà (Todo verdor perecerá, 1941), Simbad (1957), Nella crescente oscurità (En la creciente oscuridad, 1973).

## Opere
- Cuentos para una inglesa desesperada (1926, ed. Gleizer)
- Conocimiento y expresión de la Argentina (1935, Ensayo, Buenos Aires, Sur)
- Nocturno Europeo (1935, Novela, Buenos Aires Sur)
- La Ciudad junto al río inmóvil (1936, Nueve novelas cortas, Buenos Aires, Sur)
- Historia de una pasión argentina (1937, ensayo, Buenos Aires, Sur)
- Fiesta en Noviembre (1938, Buenos Aires, Club del Libro A.L.A.)
- Meditación en la costa (1939, Buenos Aires, Imprenta Mercatali)
- La Bahía del Silencio (1940, Buenos Aires, Sudamericana)
- El sayal y la púrpura (1941, ensayos, Buenos Aires, Losada)
- Todo verdor perecerá (1943, novela, Buenos Aires, Espasa-Calpe)
- Las Águilas (1944, novela, Buenos Aires, Sudamericana)
- Rodeada esta de sueño (1946, Buenos Aires, Espasa-Calpe)
- El retorno (1946, Buenos Aires, Espasa-Calpe)
- El vínculo. Los Rembrandts. La rosa de Cernobbio. (1946, Noveulles, Emecé)
- Los enemigos del alma (1950, novela, Buenos Aires, Sudamericana)
- La Torre (1951, novela, Buenos Aires, Sudamericana)
- Chaves (1953, novela, Buenos Aires, Emecé)
- La sala de espera (1953, Buenos Aires, Sudamericana)
- Notas de un novelista (1954, ensayos, Buenos Aires, Losada)
- Simbad (1957, novela, Sudamericana)
- El gajo de enebro (1957, teatro, Buenos Aires, Emecé)
- Posesión (1958, nouvelles, Buenos Aires, Sudamericana)
- La razón humana (1959, nouvelles, Buenos Aires, Losada)
- La vida Blanca (1960, Buenos Aires, Sur)
- Las Travesías I (1961, Buenos Aires, Sudamericana)
- Las Travesías II (1962, Buenos Aires, Sudamericana)
- La representación de los aficionados (1962, teatro, Buenos Aires, Sudamericana)
- La guerra interior (1963, ensayo, Buenos Aires, Sudamericana)
- Poderío de la novela (1965, ensayos, Buenos Aires, Aguilar)
- El resentimiento (1966, noveulles, Buenos Aires, Sudamericana)
- La barca de hielo (1967, relatos, Buenos Aires, Sudamericana)
- La red (1968, relatos, Buenos Aires, Sudamericana)
- La penúltima puerta (1969, Buenos Aires, Sudamericana)
- Triste piel del universo (1971, novela, Buenos Aires, Sudamericana)
- Gabriel Andaral (1971, Buenos Aires, Sudamericana)
- En la creciente oscuridad (1973, Buenos Aires, Sudamericana)
- Los papeles privados (1974, ensayo, Buenos Aires, Sudamericana)
- La mancha en el mármol (1982, cuentos, Buenos Aires, Sudamericana)
- La noche enseña a la noche (1985, novela, Buenos Aires, Sudamericana)